# Garcinia cymosa
Garcinia cymosa là một loài thực vật có hoa trong họ Bứa. Loài này được (K.Schum.) I.M.Turner & P.F.Stevens mô tả khoa học đầu tiên năm 1999.